# Другой Пастернак
«Друго́й Пастерна́к» (полное название «Друго́й Пастерна́к: Ли́чная жи́знь. Те́мы и варья́ции») — биографическая книга о семейной жизни Бориса Пастернака. Вторая книга Тамары Катаевой, издана в 2009 году.

## Критика «Другого Пастернака»
Александр Немировский зафиксировал сходство и различия «Другого Пастернака» и предыдущей книги Катаевой «Анти-Ахматова»:

…В принципе оба текста написаны как сочетание двух компонентов: изложение некоторых фактов или приведение очевидных по содержанию источников с комментариями очевидного характера (типа: «Ахматова написала: 2+2=5. — Так ведь ни черта не пять-то!») + собственные мысли, уже отходящие от констатации того, что прямо содержится в источнике, приведённом тут же. Но в «[Анти-]Ахматовой» этот второй компонент сам делился на два: изложение своих мнений о жизни, религии и т.п. + изложение своих добавочных реконструкций биографии Ахматовой, уже сильно отрывающихся от источника и содержащих много идей от себя. Последнее получалось плохо — Катаева нередко не понимала источника и дополняла его вещами фантастическими, вроде истории о том, как Ахматова и Лурье, пользуясь комиссарской властью Лурье, насильно законопатили Шилейко в психлечебницу, чтобы захапать его жилплощадь. 

В «[Другом] Пастернаке» отрывающиеся от источника реконструкции практически сведены к нулю, зато мнения о мире и жизни сильно размножились. Получились две книги в одной, и сочетание это не всегда удачно. Нередко хочется сказать: «Так, хорош уже рассказывать о своих представлениях касательно того, хорошо ли дома ходить в халате, давай дальше про Пастернака = приводи комментированные близко к тексту занятные цитаты из источников о нем, и не прерывайся на изложение своих мнений о разных вопросах мироустройства». 

Гораздо лучше было бы, если бы эти компоненты были разнесены по разным книгам. Причём сочинение Тамары Катаевой вида «Мои взгляды на быт, нравы, религию, правила поведения, семейную жизнь и воспитание, а также о том, кто хороший, кто похуже, а кто и совсем плохой» — я бы купил немедленно. И том за томом покупал бы.

## Редакция книги
По собственному утверждению писателя-фантаста Сергея Волкова, он был неофициальным издательским редактором «Другого Пастернака».

## Оглавление
- Вступление
- Доска придворного идиота
- Размокшая баранка
- Прошлым летом в Поссенхофене
- Jam-session
- Родительский инстинкт в 1926 году
- Крейцерова соната
- Как развивались события
- Пусть Зина вернётся на своё место
- Я знал, что вы это знаете
- До 35-го года
- Ужас парижский, или Утаённая любовь
- Критика толстовства
- Позиционная война
- Сыночек бледный
- Правила сервировки независимости
- Вот идёт моя жена
- Второй сон Евгении Владимировны
- Щитовидная железа Жени
- Плотоядная семейственность
- Мальчики и девочки
- Несыгранный Гамлет
- Офелия-мать
- Литературоведы по праву рождения
- Не до конца прожитые жизни
- Альтернатива Арине Родионовне
- Любовь
- Лара — это мы
- Мёртвая львица
- На даче бодрствуют
- Земляничные поляны имени Лили Брик
- Во всю ширину плаща
- Пастернак-1
- Критика Розанова
- Я — поле твоего сраженья
- На теплоходе музыка играет
- Дело доктора Живаго
- Серия невынужденных ошибок
- Чертков в юбке
- Последние стансы к августу
- Список источников
- Электронные ресурсы

### «Другой Пастернак»
- Катаева Т. Другой Пастернак: Личная жизнь. Темы и варьяции. — Минск: Современный литератор, 2009. — 605 с. — (Серия «Исторические личности»). — ISBN 978-985-14-1615-4.
- Катаева Т. Другой Пастернак: Личная жизнь. Темы и варьяции. — Минск: Современный литератор, 2009. — 605 с. — ISBN 978-985-14-1614-7.

### О «Другом Пастернаке»
- Автор скандальной «Анти-Ахматовой» Тамара Катаева: «Все мы не без греха» (Интервью с Тамарой Катаевой) // Time Out Москва. — № 33. — 24—30 августа 200.
- Быков Дмитрий. Другая Катаева // Профиль. — № 29(632). — 17 августа 2009.
- Быков Дмитрий. На судне // Что читать. — 2009. — сентябрь.
- Вострякова Ирина. Дутая слава Анны Ахматовой. Писатель Тамара Катаева продолжает развенчивать великих (Интервью с Тамарой Катаевой) // Свободная Пресса. — 4 сентября 2009.
- Завгородняя Дарья. [Рецензия на книгу:] Пастернак». Тамара Катаева. Минск, «Современный литератор», 2009 // Комсомольская правда. — 14 сентября 2009.
- Иванова Наталья. Литературный герой и символический капитал // OpenSpace.ru. — 7 сентября 2009.
- Кочеткова Наталья. Публицист Тамара Катаева: «Писала о нём, а думала о своём». Автор скандальной «Анти-Ахматовой» теперь выпустила книгу «Другой Пастернак» (Интервью с Тамарой Катаевой) // Неделя. — 21 августа 2009. Архивная копия от 1 сентября 2009 на Wayback Machine
- Кочеткова Наталья. Сын Пастернака — о литературном наследии отца // Известия Науки. — 10 февраля 2010.
- Мнацаканян Сергей. Ниже плинтуса // Литературная газета. — № 46 (6250). — 18 ноября 2009.
- Пастернак Е. В. Читал ли это сын Пастернака? // Неделя. — 21 августа 2009.
- Поливанов Константин. Всё дело в рыночном спросе // Неделя. — 21 августа 2009.
- Топоров Виктор. Белеет парус одинокий. Тамара Катаева про Бориса Пастернака. Сучий язык // Частный Корреспондент. — 15 октября 2009.
- Чернявская Юлия. Язык помелом. Часть вторая: Пастернак // Et Cetera. — № 75.